# Фиалка рогатая
Фиа́лка рога́тая (лат. Víola cornuta) — травянистое многолетнее растение семейства Фиалковые.

## Морфологическое описание
Многолетник высотой 20—25 см. Стебли образуют плотные подушки высотой 10—25 см.
Листья простые, темно-зеленые, овальные, заострённые.
Цветки ароматные, диаметром 3—5 см, белые, голубые, темно-синие, желтые, фиолетовые и других окрасок, имеют шпорец.
Плод — одногнёздная коробочка.

## Географическое распространение
Пиренеи.

## В культуре
Диаметр цветка садовых форм: 1,5—3,5 см.
Широко распространённое декоративное садовое растение. Размножают делением куста и семенами, которые сеют в мае-июне. От посева до начала цветения проходит 10-13 недель. При длительном выращивании наблюдается обильный самосев.
На одном месте может расти без деления и пересадки 4—5 лет. Цветет с мая по сентябрь, но более обильно в первую половину лета. В средней полосе России зимует в открытом грунте.
Вид активно используется в селекции.
К почвам не требовательна, рН 6,8—7,2.
Фиалка рогатая предпочитает умеренные температуры, поэтому их рекомендуется использовать в полутени, либо в комбинации с более высокими растениями, защищающими их от перегрева.
Селекционеры выделяют несколько групп.
- Группа Cornuta включает несколько сортосерий и отдельных сортов. Наиболее распространены: Велюр (10 вариантов окрасок) и Принцесс (7 окрасок).
- Группа Viola × hybrida или V. hybrida (× cornuta) — сложные гибриды с участием Viola cornuta.

Популярные сортосерии: F1 — Сорбет (20 окрасок), Баттерфляй (9), Пенни (15), Энджел, Сплендид, Фан Айс и др.